# Красноклювая кустарниковая кукушка
Красноклювая кустарниковая кукушка (лат. Zanclostomus javanicus) — вид птиц из семейства кукушковых (Cuculidae), единственный в роде Zanclostomus. 

## Описание

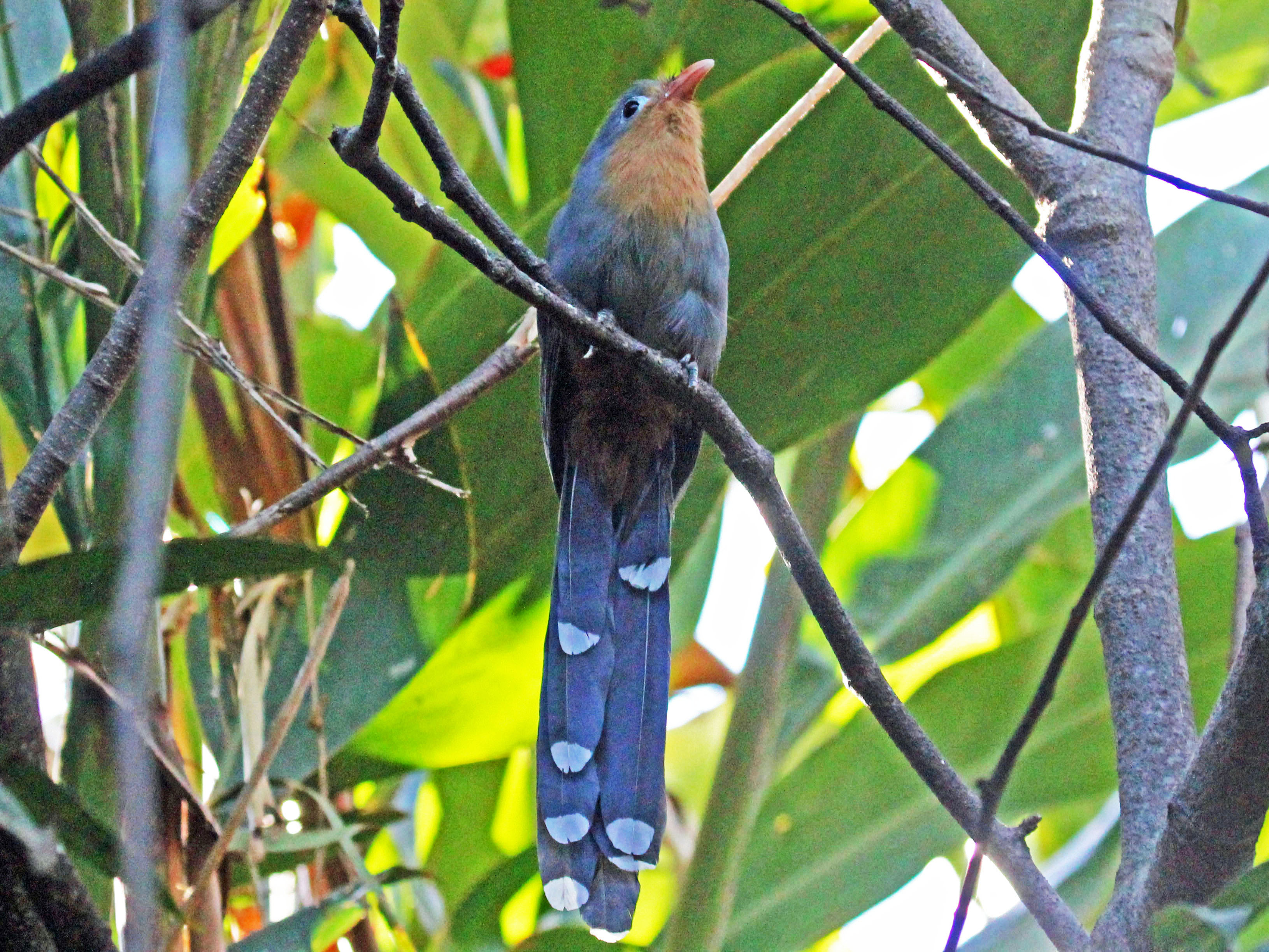
В зоопарке Сан-Диего

Красноклювая кустарниковая кукушка достигает длины 42—44 см и массы от 98 до 133,5 г. Взрослая птица сверху серая с голубым блеском на спине и крыльях. Горло и грудь красно-коричневые, с широкой серой полосой снизу. Хвост белый на конце. Обнаженная кожа вокруг глаз серая или синяя, глаз коричневый, клюв красный, а ноги цвета серого шифера.

## Распространение
Встречается в Брунее, Индонезии, Малайзии, Мьянме и Таиланде. В Сингапуре она исчезла. Естественной средой обитания являются сухие субтропические и тропические леса.
МСОП присвоил таксону охранный статус «Виды, вызывающие наименьшие опасения» (LC).

## Подвиды
Выделяют два подвида:
- Zanclostomus javanicus javanicus (Horsfield, 1821)
- Zanclostomus javanicus pallidus Robinson & Kloss, 1921